# 卡爾奈公園

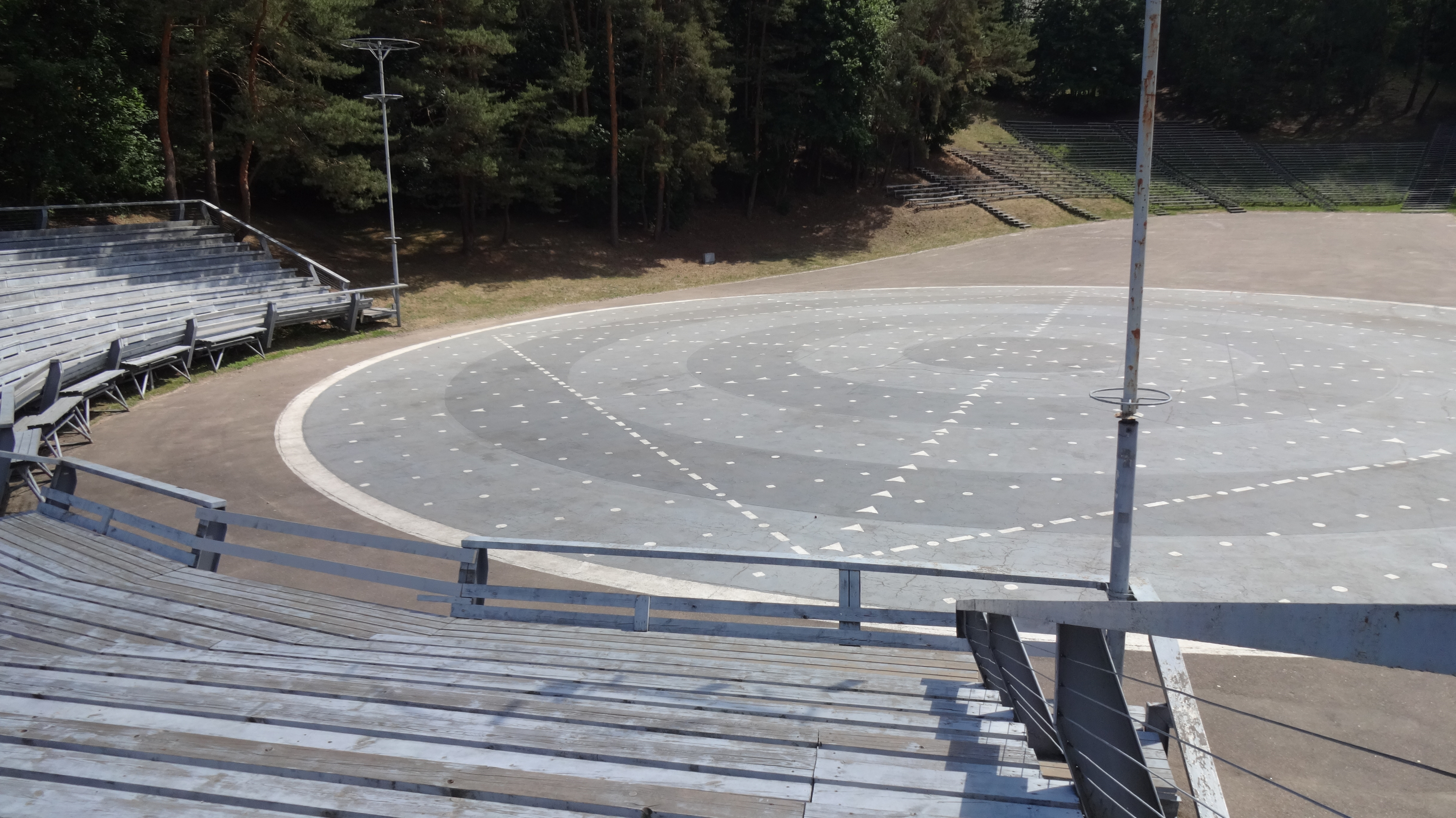
露天舞台

卡爾奈公園（直譯為山丘公園）是位於立陶宛維爾紐斯内里斯河左岸和維爾尼亞河右岸之間的公園，占地24.5公頃（61英畝）。公園位處維爾紐斯舊城長老區，鄰近格迪米納斯塔和格迪米納斯丘，同時也是1997年建立的維爾紐斯城堡國家文化保護區（State Cultural Reserve of Vilnius Castles）的一部分。卡爾內公園常舉辦包括音樂會、政治集會和體育比賽等各類活動。公園以當地的4個山丘（Kalnų）命名：彎丘、桌丘、格迪米納斯陵墓山和貝克斯丘。

## 歷史

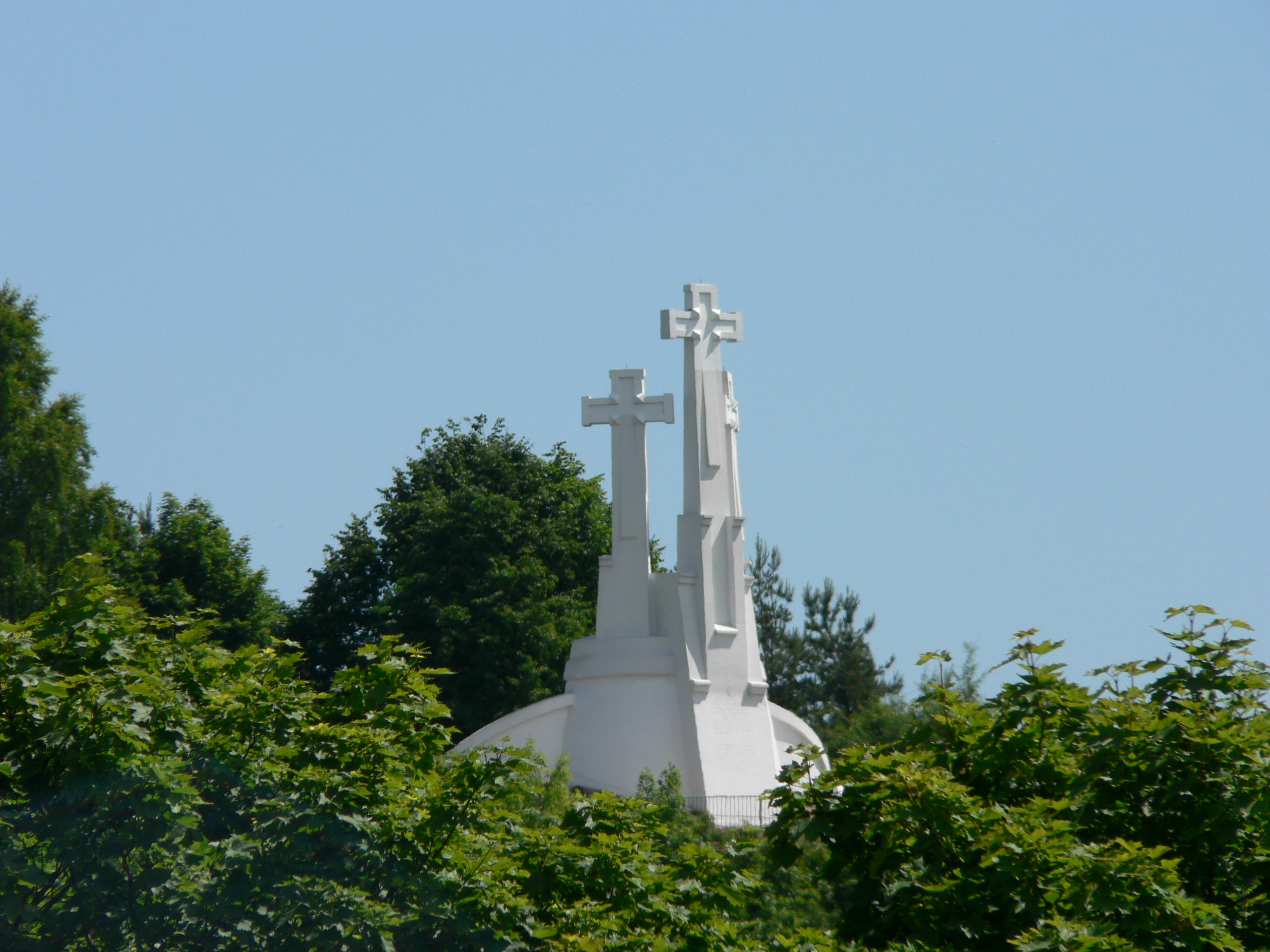
彎丘上的三十字架

考古學家推測，公園內162（531英尺）高的彎丘（又稱三十字架丘）上原有一座木製的丘堡彎曲城堡（城堡建築群的 一部份），於1389－1392年立陶宛內戰期間被毀，之後也未曾重建。根據傳說，在立陶宛大公阿爾吉爾達斯統治時期有7位前往立陶宛傳教的方濟各會會士在該處被殺害。在部分的傳說版本中，其中的3位傳教士被釘在十字架上，而後彎丘豎立了木製的紀念十字架（於1869年倒塌）和小教堂，1916年重建為鋼筋混凝土製的三十字架。立陶宛於第二次世界大戰期間被蘇聯佔領，十字架於1950年在蘇聯政府的主導下被拆毀。1989年立陶宛獨立前夕，三十字架再次被重建。

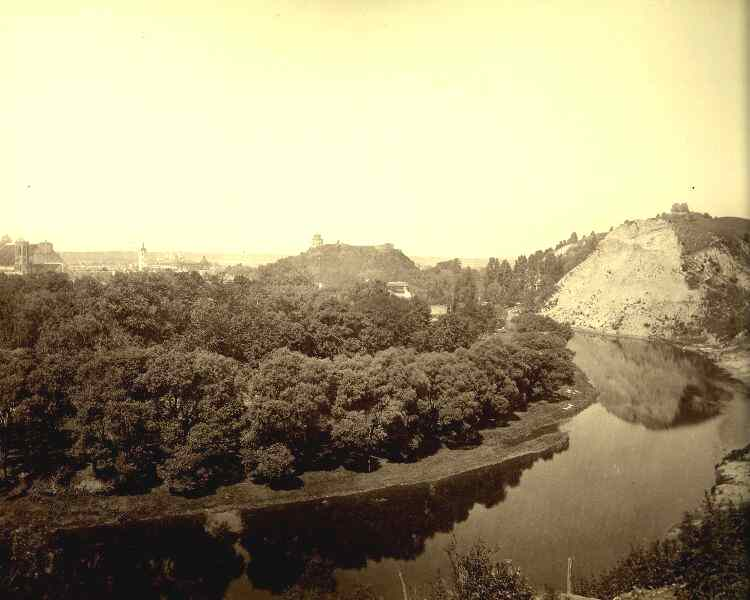
被完全沖走前的貝克斯丘（右側）

對於桌丘的研究並不充足，該丘頂部於1955年被完全推平。貝克斯丘則歷經侵蝕破壞，最終於1838年和1843年由維爾尼亞河沖走，該丘以匈牙利人蓋斯帕·貝克斯命名，他是波蘭國王和立陶宛大公巴托里·斯特凡手下的軍事指揮官，死後被葬於該丘（因其信仰亞流教派而拒絕安葬於其他公墓），其陵墓為一座高20（66英尺），直徑6（20英尺）的八角塔。立陶宛計畫與匈牙利大使館合作，恢復貝克斯於卡爾奈公園的紀念設施。
格迪米納斯陵墓山則被重建派異教徒（立陶宛本土宗教運動）洛姆瓦教會用作祭祀場所，且立陶宛大公格迪米納斯據傳說即葬於該丘。
卡爾奈公園尚未進行過全面的考古研究，但仍有在園內的建設工程中進行部分的小型、獨立研究。2008年夏天，公園一處名為「Valley of Songs」（歌谷）開始進行考古挖掘，該地曾於13、14世紀有一處小型聚落，而蘇聯人於1955－1956年在該地建造一座音樂會舞台。後來考古學家又發現幾具二戰德國戰俘的屍體。

## 外部連結
- 卡爾奈公園 （页面存档备份，存于）
- 互動地圖 （页面存档备份，存于）（立陶宛文）